# Campionati del Mediterraneo di lotta
I Campionati del Meditarraneo di lotta (Championnat de la Méditerranée par style) sono una competizione sportiva annuale organizzata dal Comitato Mediterraneo delle Lotte Associate (CMLA), sotto l'egida della Federazione internazionale delle lotte associate (FILA). Le edizioni prevedono lo svolgimento delle specialità della lotta greco-romana maschile e della lotta libera maschile e femminile.
L'evento si svolge con cadenza annuale ad eccezione dell'anno in cui ricorrono i Giochi del Mediterraneo.

## Paesi partecipanti
In totale i Paesi partecipanti ai Campionati del Mediterraneo sono 25: 
- Albania
- Algeria
- Bosnia ed Erzegovina
- Cipro
- Croazia
- Egitto
- Francia
- Grecia
- Italia
- Libano
- Libia
- Macedonia del Nord
- Malta
- Marocco
- Monaco
- Montenegro
- Palestina
- Portogallo
- San Marino
- Serbia
- Siria
- Slovenia
- Spagna
- Tunisia
- Turchia

## Edizioni
| Edizione | Anno | Sede     | Nazioni | Atleti | Atleti | Atleti | Stili | Vincitore |
| Edizione | Anno | Sede     | Nazioni | M      | F      | Tot    | Stili | Vincitore |
| -------- | ---- | -------- | ------- | ------ | ------ | ------ | ----- | --------- |
| I        | 2010 | Istanbul | ?       | 115    | 24     | 139    | 3     | Turchia   |
| II       | 2011 | Budua    | ?       | 98     | 24     | 122    | 3     | Turchia   |
| III      | 2012 | Larissa  | ?       | ?      | ?      | ?      | 3     | Turchia   |
| IV       | 2014 | Kanjiža  | ?       | ?      | ?      | ?      | 3     | Serbia    |
| V        | 2015 | Madrid   | ?       | ?      | ?      | ?      | 3     | Spagna    |
| VI       | 2016 | Madrid   | ?       | ?      | ?      | ?      | 3     | Spagna    |
| VII      | 2018 | Algeri   | ?       | ?      | ?      | ?      | 3     | Algeria   |